# Bobby Schmidt
Bobby Schmidt (* 25. März 1923 in Berlin als Gerhard Schmidt; † 3. Januar 2014 in Hamburg) war ein deutscher Jazz- und Unterhaltungsmusiker (Schlagzeug, Bandleader) und Musikproduzent. Er schrieb auch Schlager unter den Pseudonymen Peter Zeeden und Leo Suckman.

## Leben und Wirken

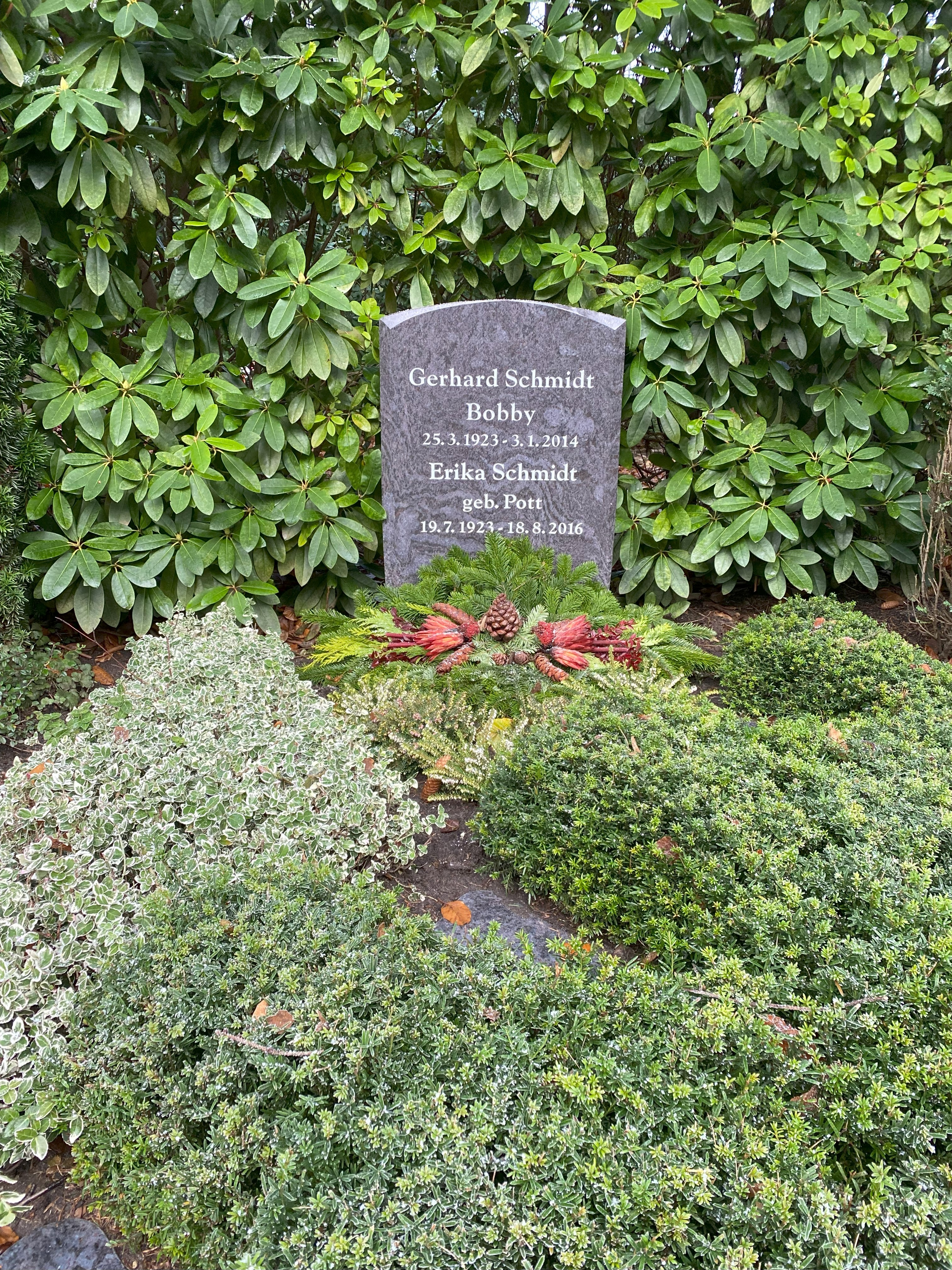
Grabstätte auf dem Friedhof Ohlsdorf

Schmidt erhielt als Zehnjähriger Klavierunterricht. Bereits mit 16 Jahren leitete er eine eigene Combo; auch trat er als Alleinunterhalter auf, um sich das Geld für die Oberschule zu verdienen. 1940 spielte er in Berlin bei Ilja Glusgal Klavier. Nachdem er drei Jahre in Russland Kriegsdienst leisten musste, arbeitete er 1945 zunächst als Artist und Komiker. Im Oktober 1945 gründete er gemeinsam mit Kurt Edelhagen eine Bigband, die bis 1948 für die amerikanische Truppenbetreuung in Bad Kissingen, München, Heidelberg und Frankfurt am Main spielte. Im Orchester, das Edelhagen dann in veränderter Form weiterführte, blieb Schmidt noch bis April 1955; im selben Jahr wurde er in den Polls der Deutschen Jazz Föderation unter den sechs besten deutschen Schlagzeugern geführt. Er war bis 1954 an 29 Aufnahmesitzungen mit Edelhagen beteiligt und nahm auch mit Helmut Zacharias und im Trio mit Mary Lou Williams auf.
1955 gründete Schmidt ein eigenes Sextett, das auch Margrit Sörensen und später Renate Holm begleitete. 1958 wurde er Musikproduzent bei der Schallplattenfirma Polydor. Dort war er unter anderem für Max Greger und Wencke Myhre tätig. Gemeinsam mit James Last verfasste er die Filmmusik zu Unsere Pauker gehen in die Luft. Später produzierte er auch Plácido Domingo und Die drei Tenöre. Auch war er als Komponist an Schlagerhits wie Er hat ein knallrotes Gummiboot oder Er steht im Tor beteiligt.
Gerhard „Bobby“ Schmidt erhielt seine letzte Ruhestätte auf dem Friedhof Ohlsdorf. Sie liegt im Planquadrat M 13 unterhalb der Cordesallee.